# Parthenodes
Parthenodes là một chi bướm đêm thuộc họ Crambidae.